# فر غمبل
فر غمبل (به لاتین: Far Ghambowl) یک منطقهٔ مسکونی در افغانستان است که در ولسوالی یفتل پایین واقع شده‌است.